# Ariel Atom
Pour les articles homonymes, voir Ariel et Atom.
L'Atom est une voiture biplace de route du constructeur automobile britannique Ariel Ltd, à carrosserie ouverte et sans pare-brise ni protection latérale autre que son châssis tubulaire en version de base. Elle est homologuée au Royaume-Uni et dans d'autres pays à titre isolé (Single Vehicle Approval).

## Présentation
Fabriquée artisanalement au Royaume-Uni, son prix y est de 29 750 £, contre 65 000 $ aux États-Unis et 79 000 € en France. Ariel revendique un 0 à 100 km/h en 2,7 secondes et un 0 à 200 km/h en 12 secondes, pour une vitesse maximale de 225 km/h. Il s'agit toutefois de valeurs annoncées par le constructeur et non vérifiées. Lors d'une séance d'essais, une Ariel Atom 300 a ainsi été chronométrée sur le 0 à 97 km/h en 3,11 secondes par les représentants du Livre Guinness des records.
Elle est particulièrement performante en tenue de route et en accélération en raison de son faible poids ce qui lui confère un rapport poids/puissance extrêmement favorable. Elle est dotée du moteur K20Z4 issu de la  Honda Civic Type R, en version atmosphérique ou suralimentée, ce 2 litres, 4 cylindres en ligne développe une puissance de 245 ou 300 ch.
Une nouvelle version développant 500 chevaux pour un poids de 550 kg, l'Atom V8, est par la suite conçue, dotée d'un moteur V8 de 3 litres développé sur la base de deux moteurs de Suzuki Hayabusa. Seulement 25 exemplaires de l’Atom V8 seront fabriqués. Deux configurations sont disponibles : 475 ch pour la route et 500 ch pour la piste. Avec les prototypes de développement, Ariel a réalisé le 0 à 97 km/h en moins de 2,5 secondes, avec pour objectif d’atteindre 2,3 secondes. La version de route atteindra une vitesse de pointe de 274 km/h et celle réservée à la piste 322 km/h. Cette Atom V8 est commercialisée au tarif de 124 850 livres HT (environ 150 000 euros HT).

## Culture populaire
L'Atom est présente dans divers jeux vidéo et dans diverses versions, à savoir :
- Project Gotham Racing 2, 2003
- Project Gotham Racing 3, 2005
- Project Gotham Racing 4, 2006
- TOCA Race Driver 3, 2006
- Ondarun, 2008
- Simraceway, 2011
- Test Drive Unlimited 2, 2011
- Need for Speed: Most Wanted, 2012
- Asphalt 8: Airborne, 2013
- Forza Motorsport 5, 2013
- GRID 2, 2013
- Real Racing 3, 2013
- DriveClub, 2014
- Forza Horizon 2, 2014
- GRID Autosport, 2014
- Forza Motorsport 6, 2015
- Project CARS, 2015
- Forza Horizon 3, 2016
- Forza Motorsport 6: Apex, 2016
- Forza Horizon 4, 2018
- Asphalt 8 airborne, 2018[7]
- Top Drives, 2020[8]
- Forza Horizon 5, 2021

## Faits divers
C'est le véhicule dans lequel l'acteur français Jocelyn Quivrin est mort à l’âge de 30 ans le 15 novembre 2009 dans le tunnel de Saint-Cloud en Île-de-France sur l'autoroute A13 en en perdant le contrôle.